# Serendipity's Embrace
Serendipity's Embrace (en hangul, 우연일까?; en hanja, 偶然일까?; McCune-Reischauer, Uyŏnilkka?; literalmente, «¿Es una coincidencia?») es una serie de televisión surcoreana dirigida por Song Hyun-wook y protagonizada por Kim So-hyun, Chae Jong-hyeop, Yoon Ji-on y Kim Da-som. Está basada en un webtoon del mismo título original, escrito por Nam Ji-eun y dibujado por Kim In-ho. Se emitirá en el canal tvN desde el 22 de julio hasta el 13 de agosto de 2024, los lunes y martes a las 20:40 (hora local coreana).

## Sinopsis
Es la historia de un chico y una chica de diecinueve años que se reencuentran como un hombre y una mujer de veintinueve años y descubren su propio destino a través de innumerables coincidencias.

## Reparto

### Principal
- Kim So-hyun como Lee Hong-joo, una productora de obras de animación en la editorial Peter's Pen, que tiene miedo al amor debido a una herida de su amor pasado: se enamoró por primera vez durante su último año de secundaria y se convirtió en una «escéptica del amor» debido a las secuelas de una dura ruptura.[3][4][5][6]
- Chae Jong-hyup como Kang Hoo-young, un planificador financiero con una apariencia atractiva y una mente brillante. Es sólido tanto en el trabajo como en el amor. Cuando regresa a Corea después de diez años pasados en Estados Unidos, se reencuentra con su primer amor como por casualidad y se enfrenta a una ola de fuertes emociones.[3][4][7]
- Yoon Ji-on como Bang Joon-ho, un escritor popular lleno de narcisismo que desarrolla una relación especial con Hong-joo, su fan número uno, a quien conoció mientras publicaba su primera novela.[8]
- Kim Da-som como Kim Hye-ji, profesora de inglés en la escuela secundaria Ohbok y la mejor amiga de Hong-joo.[8][9][10]

### Secundario
- Hwang Sung-bin como Son Kyung-taek, un profesor de educación física en la escuela secundaria Ohbok que está enamorado de Hye-ji, sin ser correspondido, desde hace mucho tiempo.[11][12]
- Lee Won-jung como Kwon Sang-pil, amigo de Hong-joo y Hye-ji, y el autoproclamado mejor amigo de Hoo-young.[11]
- Yoon Joon-won como Joseph Oh, amigo íntimo y cliente importante de Hoo-young, que proviene de una familia adinerada y emigró a los Estados Unidos. Se graduó en derecho y tiene excelentes habilidades en inglés.[13][14]
- Yoon Jung-hee como Bae Hye-sook, la directora ejecutiva de Peter's Pen, racional y serena en todo. pero apasionada por el trabajo de Hong-joo.[15][16]
- Choi Dae-cheol como Baek Wook, el casero de Hong-joo; es el tío materno de Hoo-young y gerente de la sucursal coreana de Rock Asset, que trabaja con Hong-joo y Hoo-young.[11][16]
- Kim Won-hae como Kim Bok-nam, padre de Hye-ji, el benefactor de toda la vida de Hong-joo y subdirector de la escuela secundaria Ohbok. Exdecano estudiantil, es un hombre con una «personalidad descarada» que ayudó a Hong-joo a través de su hija Hye-ji.[11][16]
- Kim Jung-nan como Baek Do-sun, la madre de Hoo-young. Es una perfeccionista que convirtió la empresa de gestión de activos Rock Asset en una empresa mediana después de divorciarse de su marido y emigrar a los Estados Unidos. Planeó que la vida de su hijo Hoo-young fuera sin fracasos, pero ella es la primera en notar los cambios en su hijo provocados por Hong-joo.[11]

## Producción y promoción
La serie está dirigida por Song Hyun-wook (director también de Belleza interior y Another Miss Oh) y Jeong Gwang-sik; ha sido escrita por Park Geu-ro, planificada por Studio Dragon y producida por IOK Company y Base Story. Su trama se basa en el webtoon original de Naver 'Is It a Coincidence?', escrito por Nam Ji-eun y dibujado por Kim In-ho.
El 27 de septiembre de 2022 la agencia de Kim So-hyun anunció que había sido elegida para protagonizar la serie. El rodaje comenzó en ese mismo otoño y concluyó a principios de 2023, por lo que la serie estuvo en espera de su emisión durante casi un año y medio. Este fenómeno, que se verificó también con otras producciones, llevó a algunos medios periodísticos a acuñar la expresión de «series de almacén», para las que señalaban además el riesgo de que no consiguieran captar el interés del público por no ir al paso de los rápidos cambios de tendencias y gustos del mismo.
El 21 de junio tvN anunció que la serie se estrenaría el 22 del mes siguiente. El 25 de junio publicó imágenes de la lectura del guion.

### Promoción
El 3 de julio de 2024 el equipo de producción publicó un cartel «de reunión» donde se muestra el reencuentro de los dos protagonistas. El 8 y el 9 sucesivos distribuyó algunos fotogramas de los personajes de Kim So-hyun y Chae Jong-hyeop, y de Yoon Ji-on y Kim Da-som respectivamente. El día 10 lanzó carteles de personajes de los dos primeros, y el 12 fotogramas de varios de los personajes principales.

## Audiencia
| Temporada | Temporada | Episodio número | Episodio número | Episodio número | Episodio número | Episodio número | Episodio número | Episodio número | Episodio número | Promedio |
| Temporada | Temporada | 1               | 2               | 3               | 4               | 5               | 6               | 7               | 8               | Promedio |
| --------- | --------- | --------------- | --------------- | --------------- | --------------- | --------------- | --------------- | --------------- | --------------- | -------- |
|           | 1         | 862             | 738             | 582             | 606             | 606             | 656             | 658             | 719             | 678      |

| Episodio | Fecha de emisión     | Índices de audiencia (Nielsen Korea) | Índices de audiencia (Nielsen Korea) |
| Episodio | Fecha de emisión     | Nacional                             | Seúl                                 |
| --- | -------------------- | ------------------------------------ | ------------------------------------ |
| 1 | 22 de julio de 2024  | 3,877 % (1.ª)                        | 4,752 % (1.ª)                        |
| 2 | 23 de julio de 2024  | 3,338 % (1.ª)                        | 4,029 % (1.ª)                        |
| 3 | 29 de julio de 2024  | 2,679 % (1.ª)                        | 2,848 % (1.ª)                        |
| 4 | 30 de julio de 2024  | 2,661 % (1.ª)                        | 3,007 % (1.ª)                        |
| 5 | 5 de agosto de 2024  | 2,694 % (1.ª)                        | 3,047 % (1.ª)                        |
| 6 | 6 de agosto de 2024  | 2,988 % (1.ª)                        | 3,537 % (1.ª)                        |
| 7 | 12 de agosto de 2024 | 3,068 % (1.ª)                        | 3,315 % (1.ª)                        |
| 8 | 13 de agosto de 2024 | 3,096 % (1.ª)                        | 3,097 % (1.ª)                        |
| Promedio | Promedio             | 3,050 %                              | 3,454 %                              |
| - En la tabla superior, los números azules representan las calificaciones más bajas y los números rojos representan las más altas. - Esta serie se transmite en un canal de cable/televisión de pago, que normalmente tiene una audiencia menor respecto a las emisoras de televisión públicas/gratuitas (KBS, SBS, MBC y EBS). |                      |                                      |                                      |